# Сон Нам Хян
Сон Нам Хян (6 травня 1996) — північнокорейська стрибунка у воду. Учасниця Чемпіонату світу з водних видів спорту 2015, де в синхронних стрибках з 10-метрової вишки разом з Кім Ун Хян здобула бронзову медаль. У стрибках з 10-метрової вишки посіла 10-те місце.